# Lady Cosima Windsor
The Lady Cosima Rose Alexandra Windsor, född 20 maj 2010, är dotter till earlen och grevinnan av Ulster.
Hennes far är ende son till hertigen och hertiginna av Gloucester.

### Fotnoter
1. ↑  ”Telegraph Announcements”. Arkiverad från originalet den 22 juli 2011. https://web.archive.org/web/20110722153909/http://announcements.telegraph.co.uk/births/117447/ulster. Läst 13 juni 2012.